# 金沢歩
金沢 歩（かなざわ あゆみ、1988年5月11日 - ）は、フリーアナウンサー。

## 来歴・人物
福岡県出身。福岡県立城南高等学校、上智大学外国語学部ポルトガル語学科を卒業後、2011年に名古屋テレビに入社。
入社1年目で、『速報!甲子園への道』の東海地区パートのMCを担当し、夏の甲子園では愛知代表の至学館高等学校のアルプスリポートをした。また、スカパー!やDAZNのサッカー中継で、リポーターを務めるなど、スポーツ関連の仕事が多く、Spoken!では伊集院光のアシスタントを務めた。
2012年4月からは、メ〜テレの自社制作番組『ドデスカ!』の中でもスポーツコーナーを担当している。
土曜日は同番組で倉橋友和とともにMCを務めた。
また同番組の「聞いて得する 達人直伝」など生活情報系のコーナーを長く担当。夕方の自社制作番組UP!では生中継などを担当した。
2016年に結婚したことを自らのブログで発表した。。
2018年6月26日、7月より産休に入る事を自らのブログで発表した。
2020年5月8日、メ～テレニュースで育休より復帰。アナウンス部の公式Twitterで報告した。。
2020年9月8日、メ～テレを9月いっぱいで退社する事を自らのブログで発表した。。
2020年11月1日NTB 所属となった事をInstagramで発表した。。
2021年5月11日第2子妊娠をInstagramで発表した。。9月6日第2子が誕生した事をInstagramで発表した。。

## エピソード
高校生の時に出場したNHK杯全国高校放送コンテスト　で、全国大会に出場した経験がある。
同期入社の徳重杏奈とは同じアナウンススクールの出身で、学生時代から知り合っていた。
また、元東海テレビの武裕美とは学生時代にテレビ埼玉の高校野球ダイジェストのMCとして入社前に共演していた。
同じくメ〜テレアナウンサーの鈴木しおりとともに白チームとして出場した、『アタック25』系列女性アナウンサー大会で優勝している。
初の全国ネット中継は、同じく朝日放送制作の『旅サラダ』のラッシャー板前との名物コーナー。ナゴヤドームでよく中日ドラゴンズの選手にインタビューをする場面があるが、身長が150cmと小柄なため背丈の差が顕著に表れる。

## 出演番組

### 過去
学生時代
- U・LA・LA@7（2010年1月 - 2010年6月、金曜日担当）
- ニュース解説 眼  （朝日ニュースター、2010年10月 - 、神保哲生のアシスタント）
- 高校野球ダイジェスト（テレビ埼玉、2010年 7月 - 8月、MCは武裕美）

メ〜テレ入社後
- ドデスカ!スポーツコーナー、土曜日MC 2012年-2016年
- 朝だ!生です旅サラダ（朝日放送、ラッシャー板前の生中継コーナー、2013年10月19日・2014年3月1日）
- 名古屋行き最終列車（第3夜・第2弾、「けいば 最終便」メインキャスター 役）
- ドデスカ!（月曜リポーター）
- サッカー中継・全日本大学駅伝などのスポーツリポーター、インタビュアー
- メ〜テレNEWS（不定期)